# بری لوید
بری لوید (انگلیسی: Barry Lloyd؛ ‏زادهٔ ۱۹ فوریهٔ ۱۹۴۹ – درگذشتهٔ ۲۸ سپتامبر ۲۰۲۴) بازیکن فوتبال اهل بریتانیا بود.
از باشگاه‌هایی که وی در آنها بازی کرد می‌توان به باشگاه فوتبال برنتفورد، باشگاه فوتبال فولام، و باشگاه فوتبال هرفورد یونایتد اشاره کرد.